# Ликонуси
Ликонусите (Lyconus) са род животни от семейство Мерлузови (Merlucciidae).
Таксонът е описан за пръв път от Алберт Гюнтер през 1887 година.

## Видове
- Lyconus brachycolus
- Lyconus pinnatus – Обикновен ликонус